# Hůrka (hradiště)
Hůrka je raně středověké hradiště na výrazné ostrožně stejnojmenného vrchu, který se nachází na pravém břehu řeky Úslavy severně od Starého Plzence v okrese Plzeň-město. Hradiště původně pojmenované Plzeň bylo založeno nejpozději v desátém století a existovalo až do první poloviny čtrnáctého století. Od druhé poloviny třináctého století význam hradiště upadal a centrum osídlení bylo přesunuto do prostoru dnešní Plzně. Hradiště je spolu s rotundou svatého Petra a Pavla chráněno jako kulturní památka a v roce 1978 bylo zapsáno na seznam národních kulturních památek.

## Historie

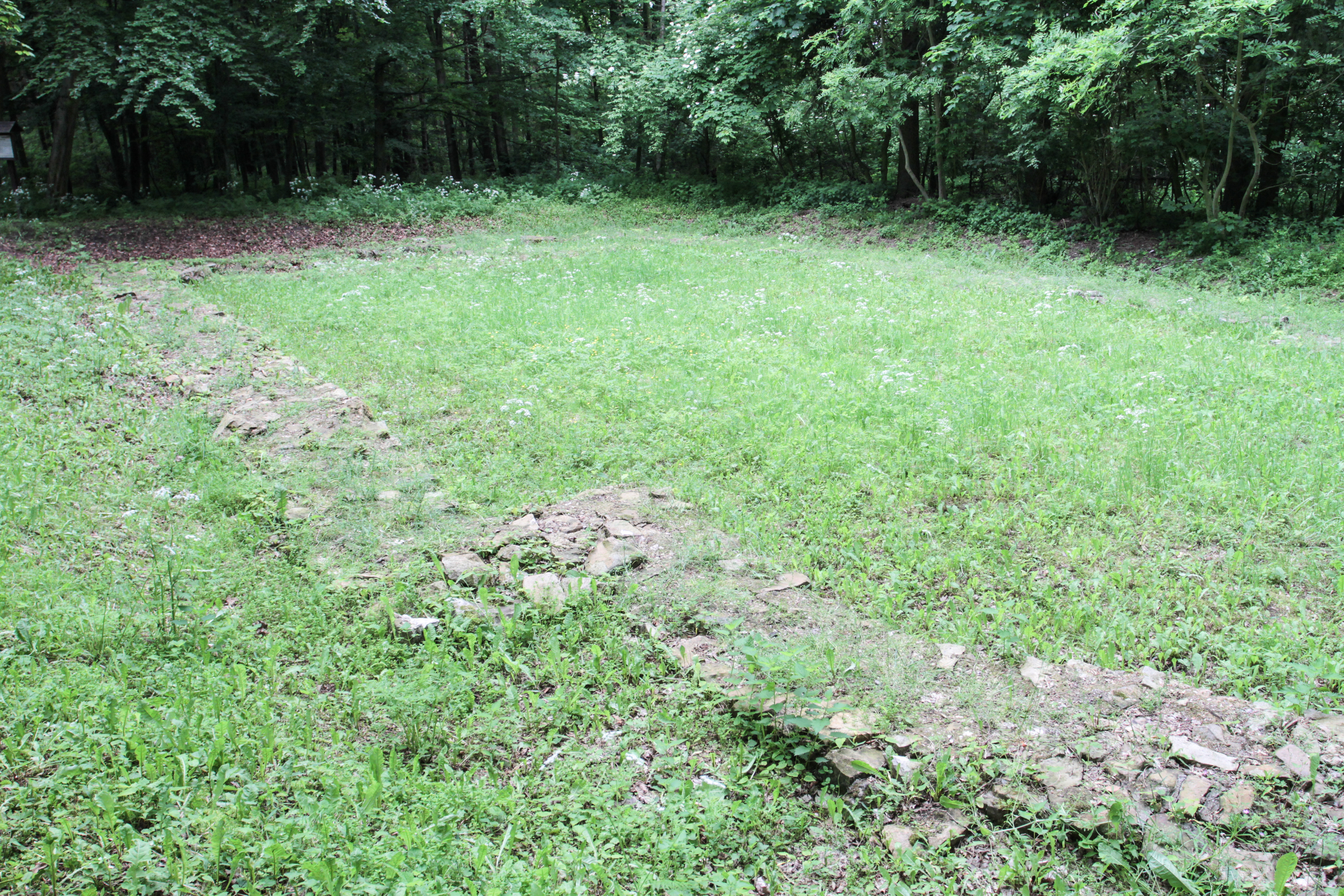
Základy kostela svatého Kříže

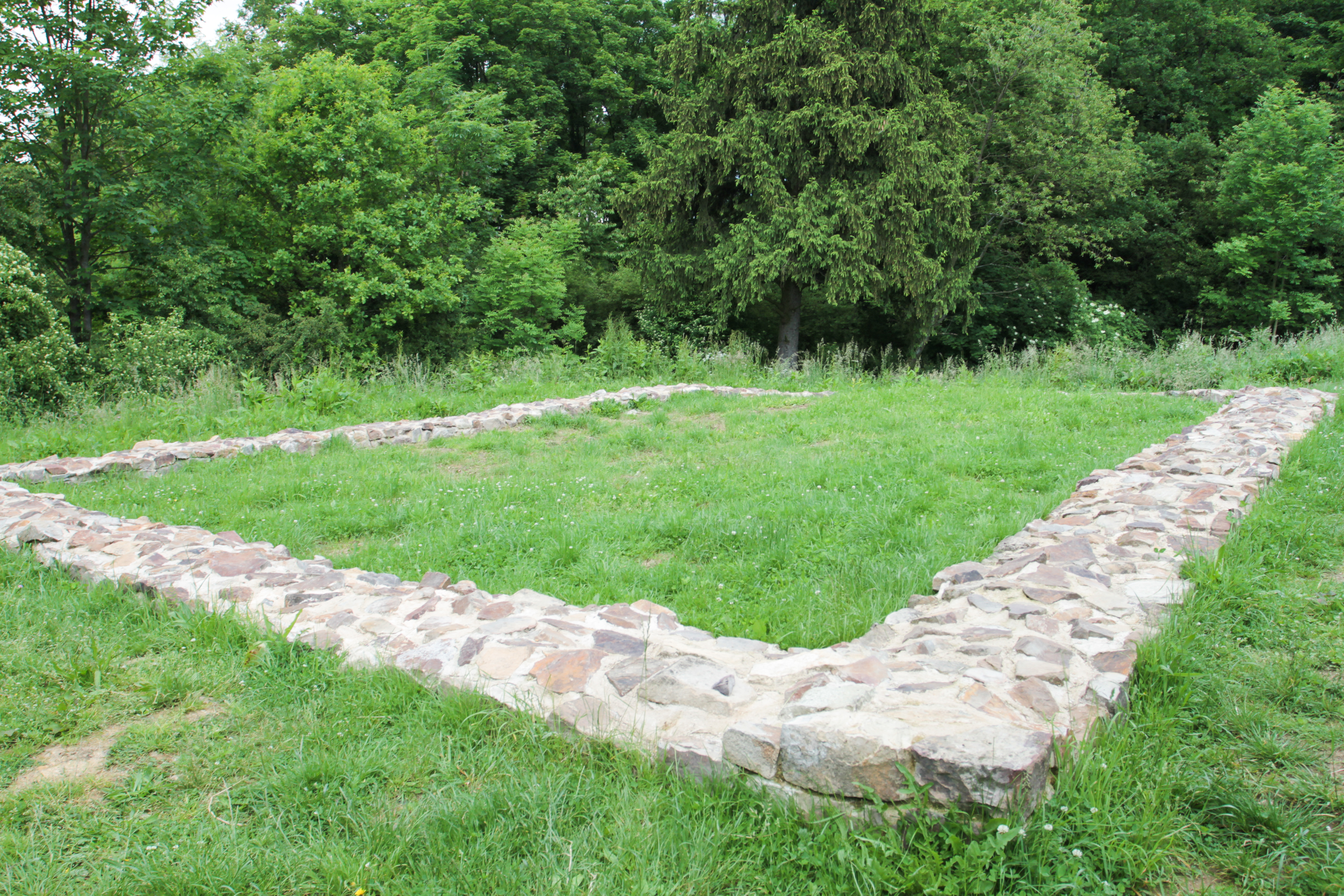
Základy kostela svatého Vavřince

První písemná zmínka o hradišti – „iuxta Pilisini urbem“ – pochází z Thietmarovy kroniky, ve které se píše o porážce bavorského vojska v podhradí Plzně v roce 976. Bitva byla součástí nepřátelských akcí mezi císařem Otou a českým knížetem Boleslavem II. Zdejší hrad vznikl na strategicky zvoleném místě u významné cesty, která spojovala Čechy s významnými centry Svaté říše římské Řeznem a Norimberkem. Byl významnou oporou a příležitostným sídlem knížat a králů v západních Čechách. Po roce 1010 se ve zdejší mincovně krátce razily denáry knížete Jaromíra.
Největšího významu hradiště dosáhlo ve dvanáctém a první polovině třináctého století. K přeměně na vrcholně středověké město se však ostrožna nehodila, a proto bylo hradiště na konci třináctého století nahrazeno nově založeným městem, které přejalo i název. Hradiště, označované od té doby jako Stará Plzeň, bylo v průběhu čtrnáctého století opuštěno.

## Stavební podoba
Dochované opevnění vymezuje plochu o rozloze 4,1 ha, ale původní opevněná plocha byla nejspíše větší. Vrcholová plošina ostrožny je protažená ve směru od západu k východu, odkud je přístupná po rovině. Na východě se nacházelo předhradí, jehož opevnění se nedochovalo. Pravděpodobně ho chránila palisáda nebo jiné lehké opevnění. Uvnitř stával kostel svatého Kříže postavený ve dvanáctém století. Jeho základy byly odkryty během archeologického průzkumu.
Na východní předhradí navazovala akropole chráněná na přístupné východní straně hradbou, ze které se dochoval mohutný val vysoký téměř deset metrů. Původní hradbu tvořila čelní kamenná zeď a roštová konstrukce vysypávaná zeminou. Na akropoli stávalo obydlí kastelána nebo knížete. Ze zástavby známe pouze kostel svatého Vavřince ze druhé poloviny jedenáctého století. Jeho archeologickým výzkumem odkryté základy však patří až mladší a menší gotické stavbě.
Západně od akropole se nachází dolní předhradí. Vzájemně je oddělovala hradba dochovaná v podobě dva až tři metry vysokého valu. Na dolním předhradí dosud stojí jediná dochovaná stavba z doby života hradiště – rotunda svatého Petra a Pavla. Výstavba rotundy bývá tradičně kladena do desátého století, ale je možné, že vznikla o něco později. Její podoba je výsledkem mnoha úprav a přestaveb. U rotundy začínala cesta, která po opyši klesla k podhradí na břehu Úslavy, kde bývala západní brána. Výška fragmentu valu dosahuje, při započítání terénního převýšení, přes patnáct metrů.
Sídliště v podhradí zaujalo oba břehy Úslavy spojené navzájem brodem. Původně v nich stálo pět kostelů, ale dochovaly se pouze kostel Narození svatého Jana Křtitele a kostel Narození Panny Marie.

## Přístup
Podél severozápadního úpatí ostrožny vede žlutě značená turistická trasa ze Starého Plzence do Ejpovic. Přímo na hradiště z ní naučná stezka Stará Plzeň a kupci a od jihu vede naučná stezka Staroplzenecká.